# Оркун Кекчю
Оркун Кекчю (тур. Orkun Kökçü, нар. 29 грудня 2000, Гарлем) — нідерландський і турецький футболіст, півзахисник клубу «Бенфіка» та національної збірної Туреччини.

## Клубна кар'єра
Народився 29 грудня 2000 року в нідерландському Гарлемі у родині вихідців із Туреччини. Вихованець юнацьких команд футбольних клубів «Гронінген» та «Феєнорд».
У дорослому футболі дебютував восени 2018 року виступами за головну команду «Феєнорда». 10 квітня 2019 року продовжив контракт із клубом до 2023 року, а 26 червня 2020 року домовився про продовження контракту з «Феєнордом» ще на два роки — до кінця сезону 2024/25.

## Виступи за збірні
2017 року дебютував у складі юнацької збірної Нідерландів (U-18), наступного року також захищав кольори збірної 19-річних.
У липні 2019 року Кекчю оголосив про намір надалі виступати за збірні команди історичної батьківщини і невдовзі дебютував в іграх за молодіжну збірну Туреччини. Грав у її складі у відборі на молодіжний Євро-2021, куди туркам пробитися не вдалося.
6 вересня 2020 року дебютував в іграх за національну збірну Туреччини матчем Ліги націй УЄФА проти Сербії, у якому вийшов на поле зі стартових хвилин. Наступного року був включений до заявки команди на фінальну частину Євро-2020.

## Статистика виступів

### Статистика клубних виступів
Станом на 23 травня 2021
| Сезон             | Команда           | Чемпіонат         | Чемпіонат | Чемпіонат | Національний кубок | Національний кубок | Національний кубок | Континентальні кубки | Континентальні кубки | Континентальні кубки | Інші змагання | Інші змагання | Інші змагання | Усього | Усього | Усього |
| Сезон             | Команда           | Ліга              | Ігор      | Голів     | Ліга               | Ігор               | Голів              | Ліга                 | Ігор                 | Голів                | Ліга          | Ігор          | Голів         | Ігор   | Голів  |        |
| ----------------- | ----------------- | ----------------- | --------- | --------- | ------------------ | ------------------ | ------------------ | -------------------- | -------------------- | -------------------- | ------------- | ------------- | ------------- | ------ | ------ | ------ |
| 2018–19           | «Феєнорд»         | ЕД                | 11        | 3         | КН                 | 1                  | 1                  |                      | -                    | -                    |               | -             | -             | 12     | 4      |        |
| 2019–20           | «Феєнорд»         | ЕД                | 22        | 2         | КН                 | 4                  | 0                  | ЛЄ                   | 9                    | 1                    |               | -             | -             | 35     | 3      |        |
| 2020–21           | «Феєнорд»         | ЕД                | 22+2      | 3+0       | КН                 | 1                  | 0                  | ЛЄ                   | 6                    | 1                    |               | -             | -             | 31     | 4      |        |
| 2021–22           | «Феєнорд»         | ЕД                | 32        | 7         | КН                 | 1                  | 0                  | ЛК                   | 18                   | 2                    |               | -             | -             | 51     | 9      |        |
| 2022–23           | «Феєнорд»         | ЕД                | 32        | 8         | КН                 | 4                  | 1                  | ЛЄ                   | 10                   | 3                    |               | -             | -             | 46     | 12     |        |
| Усього за кар'єру | Усього за кар'єру | Усього за кар'єру | 119+2     | 23        |                    | 11                 | 2                  |                      | 43                   | 7                    |               | -             | -             | 175    | 32     |        |

### Статистика виступів за збірну
| Дата       | Місто      | Господарі  | Результат | Гості       | Турнір                                    | Голи | Примітки |
| ---------- | ---------- | ---------- | --------- | ----------- | ----------------------------------------- | ---- | -------- |
| 6-9-2020   | Белград    | Сербія     | 0 – 0     | Туреччина   | Ліга націй УЄФА 2020—2021 - груповий етап | -    | 60'      |
| 11-11-2020 | Стамбул    | Туреччина  | 3 – 3     | Хорватія    | товариський матч                          | -    | 34'      |
| 30-3-2021  | Стамбул    | Туреччина  | 3 – 3     | Латвія      | Відбір до ЧС 2022                         | -    | 83'      |
| 27-5-2021  | Аланія     | Туреччина  | 2 – 1     | Азербайджан | товариський матч                          | -    | 67'      |
| 31-5-2021  | Анталія    | Туреччина  | 0 – 0     | Гвінея      | товариський матч                          | -    | 45'      |
| 3-6-2021   | Анталія    | Туреччина  | 2 – 0     | Молдова     | товариський матч                          | -    | 45'      |
| 20-6-2021  | Баку       | Швейцарія  | 3 – 1     | Туреччина   | ЧЄ 2020 - груповий етап                   | -    | 80'      |
| 1-9-2021   | Стамбул    | Туреччина  | 2 – 2     | Чорногорія  | Відбір до ЧС 2022                         | -    | 66'      |
| 4-9-2021   | Гібралтар  | Гібралтар  | 0 – 3     | Туреччина   | Відбір до ЧС 2022                         | -    | 17'      |
| 7-9-2021   | Амстердам  | Нідерланди | 6 – 1     | Туреччина   | Відбір до ЧС 2022                         | -    | 14'      |
| 11-10-2021 | Рига       | Латвія     | 1 – 2     | Туреччина   | Відбір до ЧС 2022                         | -    | 65'      |
| 13-11-2021 | Стамбул    | Туреччина  | 6 – 0     | Гібралтар   | Відбір до ЧС 2022                         | -    |          |
| 16-11-2021 | Подгориця  | Чорногорія | 1 – 2     | Туреччина   | Відбір до ЧС 2022                         | 1    | 46'      |
| 24-3-2022  | Oporto     | Португалія | 3 – 1     | Туреччина   | Відбір до ЧС 2022                         | -    | 80'      |
| 7-6-2022   | Вільнюс    | Литва      | 0 – 6     | Туреччина   | Ліга націй УЄФА 2022—2023 - груповий етап | -    | 46'      |
| 11-6-2022  | Люксембург | Люксембург | 0 – 2     | Туреччина   | Ліга націй УЄФА 2022—2023 - груповий етап | -    | 46'      |
| 22-9-2022  | Стамбул    | Туреччина  | 3 – 3     | Люксембург  | Ліга націй УЄФА 2022—2023 - груповий етап | -    | 80'      |
| 16-11-2022 | Діярбакир  | Туреччина  | 2 – 1     | Шотландія   | товариський матч                          | -    | 46'      |
| 25-3-2023  | Єреван     | Вірменія   | 1 – 2     | Туреччина   | Відбір до ЧЄ 2024                         | 1    | 73'      |
| 28-3-2023  | Бурса      | Туреччина  | 0 – 2     | Хорватія    | Відбір до ЧЄ 2024                         | -    | 67'      |
| Усього     |            | Матчів     | 20        |             | Голів                                     | 2    |          |

## Титули і досягнення
Феєнорд
- Володар Суперкубка Нідерландів (1): 2018[9]
- Чемпіон Нідерландів (1): 2022-23

Бенфіка
- Володар Суперкубка Португалії (1): 2023
- Володар Кубка португальської ліги (1): 2024-25